# European Football League 2000
In der Saison 2000 der European Football League wurden zwei Qualifikanten zum Halbfinale in zwei Ligen ausgespielt. Die beiden anderen Qualifikanten wurden in mehreren Playoff-Runden ausgespielt. Für Deutschland gingen die Cologne Crocodiles, die Braunschweig Lions und die Hamburg Blue Devils an den Start. Österreich war in diesem Jahr durch die Vienna Vikings vertreten und die Schweiz wie schon im Vorjahr durch die St. Gallen Vipers.

## Qualifikationsrunde

### Northern League
| Heim                    | Ergebnis | Gast                    |
| ----------------------- | -------- | ----------------------- |
| Stockholm Mean Machines | 32:20    | Aarhus Tigers           |
| Aarhus Tigers           | 8:20     | Stockholm Mean Machines |
| Oslo Vikings            | 28:7     | Aarhus Tigers           |
| Aarhus Tigers           | 14:13    | Oslo Vikings            |
| Oslo Vikings            | 14:38    | Stockholm Mean Machines |

|    | Verein                  | Sp | Punkte | TD    | Diff. |
| -- | ----------------------- | -- | ------ | ----- | ----- |
| 1. | Stockholm Mean Machines | 3  | 6:0    | 90:42 | +48   |
| 2. | Oslo Vikings            | 3  | 2:4    | 55:59 | −4    |
| 3. | Aarhus Tigers           | 4  | 2:6    | 49:93 | −44   |

### Southern League
| Heim              | Ergebnis | Gast              |
| ----------------- | -------- | ----------------- |
| Prague Panthers   | 22:29    | St. Gallen Vipers |
| St. Gallen Vipers | 21:3     | Prague Panthers   |
| Prague Panthers   | 20:56    | Bergamo Lions     |
| Bergamo Lions     | 45:19    | Prague Panthers   |
| Bergamo Lions     | 56:0     | St. Gallen Vipers |
| St. Gallen Vipers | 18:56    | Bergamo Lions     |

|    | Verein            | Sp | Punkte | TD     | Diff. |
| -- | ----------------- | -- | ------ | ------ | ----- |
| 1. | Bergamo Lions     | 4  | 8:0    | 213:57 | +156  |
| 2. | St. Gallen Vipers | 4  | 4:4    | 68:137 | −69   |
| 3. | Prague Panthers   | 4  | 0:8    | 64:151 | −87   |

### Playoff Pools
Hamburg Blue Devils und  Braunschweig Lions waren für die letzte Qualifikationsrunde bereits gesetzt.

#### Pool 1
| Heim                       | Ergebnis | Gast                       |
| -------------------------- | -------- | -------------------------- |
| Madrid Osos                | 14:30    | Aix-en-Provence Argonautes |
| Aix-en-Provence Argonautes | 42:13    | Madrid Osos                |

#### Pool 2
| Heim           | Ergebnis | Gast            |
| -------------- | -------- | --------------- |
| Vienna Vikings | 48:20    | Ancona Dolphins |

#### Pool 3
| Heim               | Ergebnis | Gast           |
| ------------------ | -------- | -------------- |
| Cologne Crocodiles | 71:33    | Bolzano Giants |

#### Pool 4
| Heim                | Ergebnis | Gast                |
| ------------------- | -------- | ------------------- |
| Badalona Drags      | 13:42    | Molosses d’Asnières |
| Molosses d’Asnières | 6:12     | Badalona Drags      |

#### Achtelfinale
| Heim                | Ergebnis | Gast                       |
| ------------------- | -------- | -------------------------- |
| Vienna Vikings      | 48:28    | Aix-en-Provence Argonautes |
| Molosses d’Asnières | 27:49    | Cologne Crocodiles         |

#### Viertelfinale
| Heim                | Ergebnis | Gast               |
| ------------------- | -------- | ------------------ |
| Hamburg Blue Devils | 43:16    | Vienna Vikings     |
| Braunschweig Lions  | 15:42    | Cologne Crocodiles |

## Halbfinale
|                                    |                         |  |               |                           |                    |  |                           |
|                                    | Osio Sotto 3. Juni 2000 |  | Bergamo Lions | \| \| 62 : 56 \| \| \| \| | Cologne Crocodiles |  | Campo Via delle Industrie |
| (14:14, 21:21, 14:7, 7:14) OT: 6:0 | Osio Sotto 3. Juni 2000 |  | Bergamo Lions |                           | Cologne Crocodiles |  | Campo Via delle Industrie |
|                                    | 62 : 56                 |  |               |                           |                    |  |                           |
|                                    |                         |  |               |                           |                    |  |                           |

|  |                      |  |                     |                           |                         |  |                  |
|  | Hamburg 3. Juni 2000 |  | Hamburg Blue Devils | \| \| 35 : 12 \| \| \| \| | Stockholm Mean Machines |  | Volksparkstadion |
|  | Hamburg 3. Juni 2000 |  | Hamburg Blue Devils |                           | Stockholm Mean Machines |  | Volksparkstadion |
|  | 35 : 12              |  |                     |                           |                         |  |                  |
|  |                      |  |                     |                           |                         |  |                  |

## Eurobowl
|                                     |                       |  | Eurobowl XIV        |                           |               |  |                                    |
|                                     | Hamburg 17. Juni 2000 |  | Hamburg Blue Devils | \| \| 20 : 42 \| \| \| \| | Bergamo Lions |  | Volksparkstadion Zuschauer: 13.200 |
| (14:7, 0:21, 6:7, 0:7) Spielbericht | Hamburg 17. Juni 2000 |  | Hamburg Blue Devils |                           | Bergamo Lions |  | Volksparkstadion Zuschauer: 13.200 |
|                                     | 20 : 42               |  |                     |                           |               |  |                                    |
|                                     |                       |  |                     |                           |               |  |                                    |